# Унска пруга
Унска пруга је железничка пруга која повезује Нови Град са Бихаћем и Книном. Унска пруга је дугачка је 179 , највећи део се налази у Босни и Херцеговини, мањим делом у Хрватској. Пругом управљају ЖРС, ЖФБиХ и ХЖ Инфраструктура.
Унска пруга је категорисана код Жељезница Федерације БиХ као пруга D2 категорије, која означава да је максимално оптерећење по осовини 22,5 тоне, док је максимално оптерећење по дужном метру 8 тона.

## Историја
За изградњу Унске пруге постоје намере вероватно још у време аустроугарске власти, као и почетци градње на потезу Босанска Крупа-Бихаћ, услед чињенице да Душан М. Илијин, у својој докторској тези Обнова железнице у Краљевини СХС, спомиње да је Одељење за нове градње при Дирекцији Загреб започело радове на тој прузи и после рата, али услед финансијских проблема престала са градњом. Министарски савет Краљевине СХС 9. августа 1922. године донела решење о наставку градње пруге, а да је пруга пуштена у саобраћај пруга је пуштена у саобраћај 18. јуна 1924. године.
Министарски савет Краљевине СХС имала у плану још 1921. године за изградњу Унске пруге (у смислу Бихаћ-Зрмања (Книн)), када је издвојила 5.000.000 динара за трасирање нових пруга, између осталих и за Унску пругу.
Деоница Унске пруге од Бихаћа до Книна, дугачка 112  је пуштена у саобраћај 25. децембра 1948. године, а радови су завршени 1946. године док је тарасирање започето још 1935. године. Електрификација пруге је одрађена 1987. године и оспособљена да се на њој креће брзином 120 километара на сат. За функционалност у пуној дужини пруге је неопходно је завршити обнову пруге, која је стала на делу пруге од Мартин Брода до Книна, док је остали део пруге обновљен.

## Повезаност
Унска прига се у Новом Граду повезује на пругу која води до Сиска и Загреба у Хрватској и до Бањалуке и Добоја, а преко та два града и до Тузле и Сарајева) у Босни и Херцеговини.
У Книну се повезује на пруге до Шибеника, Задра и Сплита, као и до и њихових лука. Такође се у Книну повезује са Личком пругом, која води до Огулина и Оштарија преко Госпића. Преко Лучке пруге се повезује такође до Загреба и Сиска, али и до Ријеке.